# Two Night Stand
Two Night Stand (bra: Apenas Duas Noites) é um filme independente de comédia romântica produzido nos Estados Unidos e lançado em 2014, sob a direção de Max Nichols, escrito por Mark Hammer, e estrelado por Miles Teller, Analeigh Tipton, Jessica Szohr, Leven Rambin e Scott Mescudi.
Em 10 de novembro de 2013, foi anunciado que havia duas ofertas pelos direitos do filme nos EUA. A Entertainment One adquiriu os direitos de distribuir o filme nos EUA em 21 de novembro de 2013, para um lançamento em 2014.

## Enredo
Megan está desempregada e solteira, e um dia ela entra em um site de encontros. Seus colegas de quarto, que só querem que ela se mude, convidá-la para uma festa em um clube. Depois que um segurança se recusa a deixá-la entrar no clube, alegando que ela parece muito jovem e ela não tinha seu documento de identidade, ela encontra seu ex-noivo, Chris, e mais tarde decide ter uma noite com um dos homens que ela encontrou no site, Alec.
Na manhã seguinte, eles são menos cordiais um com o outro, mas Megan é incapaz de sair por causa de uma nevasca. Forçados a passar mais tempo juntos, os dois acabam contando um ao outro o que fizeram de errado na noite anterior, convencidos de que nunca mais se verão, e Megan sugere que eles "tentem novamente". Os dois fazem sexo novamente, com resultados muito melhores.
Depois, Megan descobre um armário cheio de roupas femininas, e fotos de Alec com uma garota. Ela descobre que a namorada de Alec, Daisy, tinha escrito um bilhete para ele, dizendo que ela queria terminar, mas não tinha dado a ele, mas ele tinha encontrado acidentalmente. Alec queria ter algo para esfregar na cara dela quando ela terminou com ele, e então ele se juntou ao site de encontros. Com raiva, Megan vai embora.
Quando Daisy retorna, ela encontra um bilhete que Megan tinha rabiscado, e ela e Alec trocam as notas que tinham encontrado, e eles se separam. Em uma festa de Ano Novo, Megan foi presa porque a mesma nota foi encontrada no apartamento do vizinho de Alec, que os dois haviam arrombado mais cedo. Alec chega à prisão com flores e balões. Ele paga sua fiança, mas Megan se recusa a vê-lo ou mesmo sair da cela.
Mais tarde, quando seus colegas de quarto vêm pagar a fiança, Alec pede desculpas, dizendo que ele não sabia seu sobrenome e que esta era a única maneira que ele pensou que poderia vê-la novamente. Ele diz que pode ser algo que os dois ririam anos depois, mas Megan ainda está com raiva porque ela teve que passar um tempo na cadeia. Ela faz um acordo, pedindo o número dele e prometendo ligar para ele no momento em que ela riu. Ela dá uma olhada mais de perto nos presentes que ele lhe deu. Minutos depois, ela começa a rir ao ver o balão dizer "Sinto muito, sou um idiota" e chama Alec. Ele a encontra do lado de fora da delegacia e eles se beijam no meio da estrada, quando começa a nevar novamente.[carece de fontes?]

## Elenco
- Analeigh Tipton como Megan
- Miles Teller como Alec
- Jessica Szohr como Faiza
- Leven Rambin como Daisy
- Scott Mescudi como Cedric
- Berto Colon como Bouncer
- Josh Salatin como Chris
- Kellyn Lindsay como Becca
- Michael Showalter como Rick Raines
- Chris Conroy como Ben
- Joey Lauren Adams como voz de Darella, agente de atendimento ao cliente do site de namoro

## Lançamento
Two Night Stand estreou no American Film Market no início de 2014 e a distribuidora eOne entrou a bordo logo após sua exibição no The Grove. O filme estreou em versão limitada em 26 de setembro de 2014 antes do lançamento no iTunes e vídeo sob demanda uma semana depois, em 3 de outubro.

## Recepção
O filme recebeu críticas mistas da crítica. No Rotten Tomatoes, o filme tem uma avaliação de 38%, com base em 47 críticas, com uma classificação média de 4,89/10. No Metacritic, o filme tem uma pontuação de 45 de 100, baseado em 17 críticos, indicando "críticas mistas ou médias".